# Giáo hoàng Alexanđê VIII
Alexanđê VIII (Latinh: Alexander VIII) là vị giáo hoàng thứ 241 của giáo hội công giáo. Theo niên giám tòa thánh năm 1806 thì ông đắc cử Giáo hoàng năm 1689 và ở ngôi Giáo hoàng trong 16 tháng 4 ngày. Niên giám tòa thánh năm 2003 xác định ông đắc cử Giáo hoàng ngày 6 tháng 10 năm 1689, ngày khai mạc chức vụ mục tử đoàn chiên chúa là ngày 16 tháng 10 và ngày kết thúc triều đại của ông là ngày 1 tháng 2 năm 1691.

## Tiểu sử
Giáo hoàng Alexander VIII sinh ở Venice ngày 22 tháng 4 năm 1610 với tên thật là Pierre Ottoboni. Ông là con của Marco Ottoboni, chưởng ấn của cộng hòa Venise và thuộc một gia đình quý tộc của thành phố này.
Về việc giáo dục của mình, vị Giáo hoàng tương lai này đã lợi dụng tất cả những gì mà sự giàu có cũng như địa vị xã hội của mình có thể mang lại. Sau những học tập xuất sắc ở đại học Pađua, nơi mà vào năm 1627, ông đạt được bằng tiến sĩ giáo luật và luật dân sự. Ông đến Rôma dưới triều Giáo hoàng Urbanô VIII (1623 – 1644) và được làm thống đốc Terni, Rieti và Spolète. 
Trong vòng 14 năm, ông phục vụ với tư cách là dự thẩm ở tòa thượng thẩm Rôma (Rota). Ông được Innôcentê X nâng lên hồng y ngày 19 tháng 2 năm 1652 theo yêu cầu của nước cộng hòa Venise. Ông sống yên lành ở đó.
Ông trở thành hồng y trưởng ấn viên (dataire) dưới triều Clêmentê IX. Gần 80 tuổi, ông được bầu làm Giáo hoàng nhưng chỉ cai trị trong 15 tháng. Trong thời gian đó ít có việc gì quan trọng xảy ra.

## Triều giáo hoàng
Louis XIV lúc bấy giờ đang lâm vào hoàn cảnh khó khăn nên muốn lợi dụng các điều quy định hòa giải của Giáo hoàng mới mà ông đã góp phần làm cho được bầu và để đáp lại làm cho Giáo hoàng này trở nên thuận lợi với mình, ông đã trả lại cho Giáo hoàng thành phố Avignon mà ông đã cho chiếm đóng, đồng thời ông từ khước quyền tỵ nạn mà tòa đại sứ Pháp đã lợi dụng quá lâu.
Những nhượng bộ này đã không ngăn cản được Giáo hoàng ngày 4 tháng 8 năm 1690, ông ra đoản sắc Inter Multiplices tuyên bố Bản tuyên ngôn của hàng giáo sĩ Pháp (1682) và việc đặt "vương quyền" tại những nơi chưa có là "vô hiệu". Ông đã đi theo cùng một đường lối với vị tiền nhiệm là đức Innocent XI trong vấn đề Pháp giáo.
Ông giúp vua Ba Lan và dân Venice chống lại quân Thổ Nhĩ Kỳ. Ông ôn hoà lãnh đạo Lãnh Địa Giáo hoàng, giảm thuế và khá nhân nhượng đối với nông dân. Ông cũng mắc chứng gia đình trị, nhưng đàng khác, ông rất rộng rãi đối với Giáo hội, ông tặng cho Giáo hội thư viện của Christina đã quá cố ở Thuỵ Sĩ mà ông đã mua lại bằng chính tài sản riêng của ông.
Bằng những khoản trợ cấp rộng rãi, Giáo hoàng giúp Venise thành phố quê hương ông đấu tranh chống lại quân Thổ. Ông đã lên án nhiều mệnh đề lạc giáo khác nhau mà trong đó có giáo lý về "tội triết học" (péché philosophique) ngày 24.8,1690. Là một người lương thiệt, hào hiệp, yêu hòa bình và khoan dung, ông tìm cách cứu giúp người nghèo bằng cách giảm bớt thuế. Ông đã tái lập những chức vụ nhàn rỗi mà vị tiền nhiệm của ông đã bãi bỏ. 